# 小行星33001
小行星33001是一個海王星外天體和傳統古柏帶天體，可以說小行星33001只是海王星中的衞星，平均半徑大概是105.5。它于1997年2月6日由大衛·朱維特、劉麗姮、乍德·特魯希略和容·韓在夏威夷州毛納基山天文台所发现。